# 강진 고성사 목조삼불좌상 및 복장유물
강진 고성사 목조삼불좌상 및 복장유물(康津 高聲寺 木造三佛坐像 및 腹藏遺物)는 대한민국 전라남도 강진군 강진읍 고성사에 있는 조선 시대의 불상 및 복장유물이다.
2013년 12월 19일 전라남도의 유형문화재 제316호로 지정되었다.

## 지정 사유
강진 고성사 목조삼불좌상 및 복장유물은 조선시대에 제작해 1751년 개금(改金)한 작품으로 3구가 원형대로 전하고, 조각 양식이 뛰어나 불교미술 연구에 중요하다. 개금당시 발원문과 전적도 중요한 복장 유물이다.

## 참고 자료
- 강진 고성사 목조삼불좌상 및 복장유물 - 국가유산청 국가유산포털